# Swami Muktananda (siddha yoga)
Swami Muktananda (16 mai 1908 - 2 octobre 1982), dont le nom vient de Mukti, libération, délivrance, et ananda, félicité, béatitude, est également appelé Baba par ses disciples. Muktananda est un guru hindou, disciple de Bhagawan Nityananda. Il a créé le Siddha Yoga qui a acquis une certaine renommée dans les années 1970 à l'occasion de plusieurs tournées de méditation mondiales au cours desquelles Muktananda accordait shaktipat.

## Biographie

### Jeunesse
Muktananda est né le 16 mai 1908 près de Mangalore dans l'état du Karnataka, en Inde dans une famille aisée. Son prénom de naissance était Krishna, il n'a jamais révélé son nom de famille ni son village de naissance, comme il est d'usage pour les sannyasins (renonçants). Il raconte dans son autobiographie spirituelle, "Le Jeu de la conscience" avoir rencontré Bhagavan Nityananda pour la première fois à l'âge de 15 ans mais ne deviendra son disciple que beaucoup plus tard. Six mois après cette rencontre, en 1924, mû par une quête intérieure, il quitte le domicile familial sans laisser de mot derrière lui. Il passe tout d'abord plusieurs années à Hubli (200 km au nord de son village natal), dans l'ashram de Siddharudha Swami, un saint révéré du Karnataka. Il y prononce ses vœux de sannyasin, dans l'ordre de Sarasvati, fondé par Shankaracharya, c'est à cette occasion qu'il reçoit le nom spirituel de Muktananda.
Après le décès de Siddharudha Swami en 1929,  Il demeure auprès de Muppinarya Swami, disciple de son premier maître, dans son ashram du district de Dharwar. Il y étudie différentes branches du yoga, formation qu'il complète auprès de Swami Shivananda, auprès de qui il étudie le Vedanta, puis auprès de Shaiva Acharyas, qui lui enseigne le Shivaisme du cachemire. Il étudie également les œuvres des saints poètes du Maharashtra, comme Jnaneshwar, Eknath Maharaj, Toukaram,  Namdev, Samarth Ramdas, ou d'autres comme le saint soufi  Mansur al-hallaj. Insatisfait par ces études scripturales, Il passe ensuite près de 15 années à parcourir l'Inde à pieds,  pendant lesquelles il rencontre plus de soixante sages et saints de différentes traditions (y compris Anandamayi Ma, Ramana Maharshi, Haragiri baba, Zipruana, Swami Lingananda), qu'il respecte profondément, mais sans trouver en eux le guru qu'il cherche. Durant cette période d'errance, il apprend le hatha yoga, l'ayurveda, la cuisine, la musique, le jardinage. Il croise à plusieurs occasions Nityananda, qui l'encourage à continuer ses pérégrinations. Puis vers le milieu des années 1940, Zipruana lui révèle qu'un trésor l'attend à Ganeshpuri, où l'ashram de Nityananda était situé et lui enjoint d'y aller.

### Initiation
Il passe plusieurs mois auprès de son maître.  Le 15 août 1947 Nityananda lui transmet  Shaktipat,  une puissante initiation également appelé en Inde Divya diksa (du sanskrit Divya: divine et Diksa, initiation) qu'il décrit en détail dans son autobiographie "Le Jeu de la conscience". Cette initiation est selon lui le point de départ de sa libération, le moment qui a changé sa destiné. À la demande de son guru, il poursuit sa sadhana ou quête spirituelle pendant les neuf années suivantes dans une petite hutte à Yeola, au terme desquelles il atteint le but de sa quête. Selon des témoins oculaires, Nityananda qui réside alors à quelques kilomètres de là, se lève soudain et chante le nom de Swami Muktananda en dansant, extatique, ajoutant:  "Il a tout atteint, il est devenu le plus grand".  Cette scène se déroule en 1956, et peu de temps après, Nityananda lui offre un terrain à Ganeshpuri, sur lequel il lui fait construire trois maisonnettes toutes proches de son ashram. Muktananda va y demeurer cinq années, vivant en étroite symbiose avec son maître jusqu'à la mort de celui-ci.
Présent aux côtés de Nityananda jusqu'au dernier moment, Mukatanda a décrit  les derniers instants de son maître (qui lui annonce notamment qu'il sera connu dans le monde entier.) et la transmission ultime de son pouvoir dans son autobiographie. 
L'existence même d'une lignée au sens strict du terme a parfois été discutée. Le nom du guru de Nityananda n'était pas connu mais celui ci était considéré comme un Avadhuta, un être qui est né parfait, sans avoir besoin de faire un travail spirituel auprès d'un maître. Interrogé à ce sujet, Muktananda qui avait le plus grand respect pour son guru a répondu  "Qui aurait osé demander à Nityananda le nom de son guru?" , ajoutant toutefois qu'il avait bien eu un guru, lors de son séjour dans l'état du Kerala. Muktananda a aussi précisé sa compréhension de la notion de lignée dans son autobiographie, pour lui un guru véritable est un avec l'énergie primordiale, et de ce seul fait, héritier d'une lignée qui a commencé avec Shiva, le guru primordial.

### Maturité
Après la mort de Nityananda le 8 août 1961, il baptise son ashram du nom de Gurudev Siddha Peeth, qui existe encore aujourd'hui. Muktananda commence à écrire à la fin des années 1960, il publie notamment  sa biographie spirituelle, "Chitshakti Vilas" ou "Le jeu de la conscience" en 1971 dans sa version anglaise. Elle est écrite en 22 jours,  il y révèle malgré ses réticences des expériences spirituelles intimes d'une grande intensité, qui ne sont traditionnellement pas partagées ou alors exprimées de façon voilée ou symbolique. Il y révèle notamment sa connaissance des effets de shaktipat, jamais décrits en occident, et qu'il ignorait lui-même malgré son érudition, avant de les vivre de l'intérieur. Il décrit les différents états de conscience du méditant qui le mènent à la vision intérieure extatique d'une perle bleue, qu'il décrit comme étant le siège de la conscience humaine. Muktananda disait recevoir des lettres de personnes qui avaient reçu shaktipat rien qu'en le lisant.
Inspiré intérieurement par son maître disparu, il annonce le 12 mai 1970 à ses disciples qu'il a reçu le commandement de faire connaitre la méditation Siddha Yoga et l'existence de shaktipat (littéralement, "descente de la grâce" en sanskrit) dans le monde. Il dira plus tard:  "Ma seule raison de voyager est de faire en sorte que les gens puisse recevoir Shaktipat, rien d'autre". Ses premières tournées hors de l'Inde ont été organisées par des disciples occidentaux rencontrés à son ashram en Inde, notamment Albert Rudolph (alias Rudi) qui a introduit Muktananda aux Etats-Unis lors de sa première tournée, et Richard Alpert (alias Ram Dass) pour les États-Unis. Richard Alpert, qui faisait autorité à l'époque sur la spiritualité orientale, a contribué à établir la notoriété de Muktananda en occident, après avoir eu une vision lui disant qu'il fallait qu'il le soutienne. Werner Erhart créateur du mouvement EST l'a également soutenu dans la promotion de ses déplacements lors de sa seconde tournée, après l'avoir rencontré en Inde.
Muktananda a effectué trois tournées mondiales, d'importance croissante. La première a eu lieu en 1970, elle est courte (21 août au 29 novembre), il passe à Paris le 29 août. Le Siddha yoga est alors totalement inconnu en occident, Muktananda voyage avec seulement quatre personnes, et tient des conférences devant de très petits groupes de chercheurs spirituels.
La seconde tournée a lieu du 26 février 1974 au 9 octobre 1976 (il passe le 19 septembre à Massabielle en France). C'est au cours de cette tournée que le Siddha Yoga va acquérir sa dimension mondiale. Lorsque Muktananda arrive aux EU en 1974, il n'y existe que deux centres Siddha Yoga, et en tout cinq dans le monde (avec Paris, Londres et Melbourne). Un an plus tard, il y en a plus de 150 dans le monde.C'est au cours de cette seconde tournée mondiale que Muktananda crée le concept de l'Intensive, une période de deux jours de pratiques intenses (méditation, répétition et chant du mantra) destinée à accorder le don de Shaktipat aux chercheurs spirituels qui ne peuvent pas faire de longues retraites dans un ashram. La première Intensive a eu lieu à Aspen, dans le Colorado en août 1974. À cette époque, Muktananda se déplace encore dans la salle et touche physiquement ses disciples avec un plumeau en plumes de paon, ou en leur posant le pouce sur le front, pour leur transmettre l'éveil de la Kundalini. La BBC en fera un film en 1976 "The Guru's touch". La pratique de Shakitpat a de ce point de vue évolué, et son successeur, Gurumayi accorde shaktipat par le pouvoir de son intention, ou sankalpa.
Muktananda crée en 1975 la fondation SYDA (Siddha Yoga Dham of America) aux États-Unis pour administrer le Siddha yoga au niveau mondial qui gère aujourd'hui plus de 300 centres de méditation et 5 ashrams, notamment en Inde, aux États-Unis, en Australie et Mexique. La troisième tournée, du 18 août 1978 au 21 octobre 1981, s'achève donc un an avant son décès. 
À partir de 1977 et jusqu'en 1982 il autorise certains disciples choisis à prendre leurs vœux monacaux dans l'ordre de Sarasvati (fondé par Shankaracharya) pour former un corps de swamis ou moines enseignants. 
Il intronise ses successeurs lors d'une cérémonie qui a lieu le 8 mai 1982 à Ganeshpuri: Gurumayi Chidvilasananda (Malti Shetty), qui était son disciple depuis son plus jeune âge, et qui l'avait accompagné dans ses tournées comme traductrice et le frère de celle-ci, Mahamandaleshwar Nityananda (en) (Subhash Shetty). Ce dernier quittera définitivement le mouvement en novembre 1985 , à la suite de différends avec sa sœur autant qu'avec divers membres du mouvement.  
En septembre 1982, trois semaines avant son décès, il effectue un dernier pèlerinage de deux semaines au Cachemire, berceau de la philosophie de laquelle il se sentait le plus proche, le Shivaïsme du Cachemire.  
Muktananda est mort le 2 octobre 1982, il repose dans une pièce spéciale de son ashram de Gurudev Siddha Peeth à Ganeshpuri, dans laquelle les visiteurs extérieurs à l'ashram peuvent se rendre à certains moments de la semaine.

## Les Enseignements de Swami Muktananda
L'enseignement de Swami Muktananda est cohérent avec sa propre expérience spirituelle. Il a passé 25 ans à chercher Dieu sans succès, et ce n'est qu'après avoir trouvé son guru, puis en avoir reçu shaktipat, qu'il a pu pratiquer intensément la méditation pendant 9 années pour finalement atteindre l'illumination.  Il mettra donc constamment l'accent sur la foi dans le guru, la nécessité de shaktipat et sur les pratiques du chant, de la méditation et du japa (répétition du mantra). Il arrive en Occident à la même période que d'autres gurus indiens (tel que Maharishi Mahesh), avec la même motivation d'enseigner la méditation, mais il s'en distingue par son insistance sur le rôle clef de shaktipat. 
Sa compréhension du guru est résumée dans le verset 9 de la Guru Gita, qui est selon Muktananda un texte essentiel du Siddha Yoga et qui indique:  "Il n'y a aucune différence entre le guru et le Soi conscient. Telle est la vérité, la vérité assurément". Muktananda répétait aussi, le guru n'est pas viakti (un individu) mais shakti (la force divine). 
Dans son enseignement, la pratique de Shaktipat (le don de la grâce, transmise par le toucher, le regard, une intention ou une photo) est présentée comme l'élément clef, puisque cette transmission de l'énergie de la Kundalini du maître éveille celle du disciple, jusqu'à ce que celui ci réalise l'identité entre lui-même, le guru et le Soi conscient. Historiquement, l'initiation Shaktipat a toujours été réservée aux quelques personnes qui avaient accompli de nombreuses années de service spirituel et de pratique. Muktananda a offert cette initiation à tous. Plusieurs comptes rendus ont été publiés décrivant l’expérience de Shaktipat  reçue de Muktananda.  Le poète et critique littéraire Paul Zweig a ainsi décrit son expérience de shaktipat dans un ouvrage sur la Kundalini, et sa relation avec Muktananda dans une autobiographie . Andras Jain également, dans un ouvrage sur les gurus de l’Inde moderne.  Gurumayi enfin, sa disciple et son successeur, a décrit son expérience de Mahashaktipat, son initiation finale, dans un livre de poésie publié en 1990.
Les pratiques qu'il a mis en place dans la voie du Siddha Yoga reposent sur:
- Le chant sacré dont il existe deux types principaux : le namasankirtana (chant lyrique des mantras sanskrits, typiquement les noms de Dieu), et le swadhyaya (le chant de textes sacrés en sanskrit, plus longs, comme le Rudram ou la Guru Gita).
- La répétition du mantra, notamment Om Namah Shivaya, qui signifie "J"honore la conscience divine qui demeure en moi, Shiva" ou HamSa ("Je suis Cela"). En précisant que la répétition mécanique du mantra ne pouvait pas produire d'effet. Selon Muktananda, la répétition ne porte de fruits que si le chercheur spirituel a conscience que le mantra, la déité du mantra (le Soi conscient), le guru et lui-même ne font qu'un.
- La pratique de la méditation, qui consiste comme dans d'autres approches, à faire taire les pensées (vikalpas) pour permettre au Soi conscient de surgir. Son message principal était: "Méditez sur votre Soi, honorez votre Soi, vénérez votre Soi, comprenez votre Soi, Dieu demeure en vous, il est vous".

## Citations[22]
"Si tu considères que tout travail est une façon d'adorer Dieu, tu atteindras Dieu même en balayant, même en faisant la lessive."
"Tu récolteras plus tard ce que tu sèmes ici et maintenant. Aussi sème Dieu dans ton corps en méditant sur Lui."
"Il existe un espace entre une pensée et celle qui la suit. As tu jamais découvert cette quiétude et cette stabilité qui comblent l'espace entre deux pensées ? C'est cela le Soi, c'est cela Dieu. C'est cela la Vérité."
"Je n'attends rien de personne. J'attends seulement celui qui pourra accueillir dans son cœur tout ce que je souhaite lui donner"

## Critiques et controverses
Swami Muktananda a été accusé 1 an après sa mort d'avoir eu des relations sexuelles avec des disciples anonymes, provoquant des réactions diverses dans le mouvement, une petite partie l'a quitté tandis que la grande majorité a rejeté fermement ces allégations. Swami Kripananda, une proche disciple qui logeait dans une pièce proche de Muktananda a rejeté ces accusations en disant que si de tels faits s'étaient produits, au vu de la faible épaisseur des murs, elle aurait su que quelque chose se passait.
Le New Yorker a publié en 1994 un article très critique sur Swami Muktananda et Swami Chidvilasananda qui a pris sa succession à sa mort évoquant la période troublée des 3 années qui ont suivi la mort de Muktananda en octobre 1982.

## Homonyme
Il existe un autre Swami Muktananda, contemporain, originaire du Québec et issu de la Divine Life Society (en)

### Livres de Swami Muktananda
- « Le jeu de la Conscience », Swami Muktananda, Réédition de 2008, Éditions Sarasvati
- « Conversations  avec Swami Muktananda », Swami Muktananda, 2003, Éditions Sarasvati
- « Rien n'existe qui ne soit Shiva », Swami Muktananda, 1999, Éditions Sarasvati
- « Du fini à l'infini », Swami Muktananda, 1998, Éditions Sarasvati
- « J'ai trouvé la vie », Swami Muktananda, 1998, Éditions Sarasvati
- « Bhagawan Nityananda de Ganeshpuri », Swami Muktananda, 1997, Éditions Sarasvati
- « Mukteshwari », Swami Muktananda, 1996, Éditions Sarasvati
- « Où allez-vous ? », Swami Muktananda, 1996, Éditions Sarasvati
- « Je suis Cela », Swami Muktananda, 1995, Éditions Sarasvati
- « Kundalini, le secret de la Vie», Swami Muktananda, 1995, Éditions Sarasvati
- « La relation parfaite », Swami Muktananda, 1988, Éditions Sarasvati
- « Lumière sur le chemin », Swami Muktananda, 1987, Éditions Sarasvati
- « Est-ce que la mort existe réellement ? », Swami Muktananda, 1984, Éditions Sarasvati
- « Reflets du Soi », Swami Muktananda, 1983, Éditions Sarasvati
- « Le secret des Siddhas », Swami Muktananda, 1983, Éditions Sarasvati
- « Tout arrive pour le mieux», Swami Muktananda, 1983, Éditions Sarasvati
- «Getting rid of what you haven't got», Swami Muktananda, 1978, SYDA Foundation.

### Livres sur Swami Muktananda
- « L'aventure suprême : l'expérience du siddha yoga», Peter Hayes, 2001, J'ai lu New Age.
- « Meditation revolution», S.P. Sabharathnam, Douglas Brooks, Constantina Rhodes Bailly, William K. Mahony, Paul E. Muller-Ortega, Swami Durgananda, 1997, Agama Press
- « The Search for the Self, the story of Swami Muktananda», Swami Prajnananda, 1979.
- «Three journeys» , Paul Zweig, Basic books, 1976.